# Gråsjälfjärden
De Gråsjälfjärden is een meer annex fjord aan het eind van de rivier de Lule älv ten zuidoosten van de stad Luleå. De fjord wordt ingesloten door de stad Luleå aan de noordzijde, het vasteland van Zweden en het eiland Sandön aan de zuidzijde. In het noorden sluit het meer aan de op de Lulefjärden, in het oosten op de Svartösundet en in het zuiden op de Tjuvholmsundet.